# تصوير إشعاعي تبرزي
تصوير إشعاعي تبرزي (الاسم العلمي: Defecography) هو الفحص بالتصوير الإشعاعي لعملية ووظيفة إفراغ المستقيم من محتواه، وكذلك رد فعل الحوض الأصغر (الذي يحتوي المثانة والمستقيم) والتي تتم في ظروف أقرب ما يمكن إلى عملية التبرز الطبيعي.
يتم إدخال مادة عاكسة للاشعة السينية (مانعة لاختراق الضوء، تشبه في تكوينها للبراز، من خلال فتحة الشرج بواسطة حقنة تصل إلى نحو 250 إلى 300 مل. يتم كذلك تدميس المهبل (جعله عاكساً مانعاً لاختراق الضوء) ، ومداخل الأمعاء عن طريق حقن سائل خاص.
ثم يطلب من المريض بعذ ذلك الجلوس في غرفة الفحص على مرحاض خاص، تماما مثل ماهو في المنزل. طبعا يتم كل ذلك في ظروف وفي وضعية تحفظ الخصوصية.
وبعدها يطلب منه الطبيب المصور التبرز، والقيام ببعض عمليات الدفع (للفضلات من المستقيم)، وكذلك الشد (منع الخروج من المستقيم )، ويتم تسجيل كل هذه العمليات لتفسيرها.
يستغرق كل الفحص 30 دقيقة، بما في ذلك الإعداد. والفحص في حد ذاته لا يتعدى 3 دقائق، من دون أي ألم.
لضرورة استخدام الأشعة السينية فإنه يحظر اعتماد هذا الفحص أثناء الحمل.
 
لنجاح العملية يجب على المريض أن يكون مرتاحا جداً وأن يتقبل هذا الفحص الخاص.